# 粗叶泥炭藓
粗叶泥炭藓（学名：Sphagnum squarrosum）为泥炭藓科泥炭藓属下的一个种，分布于亚洲、欧洲、北非及格陵兰岛等地，中国见于东北和西南地区高寒山地，是中国最为常见的一种泥炭藓，属于中国国家二级保护野生植物。

## 特征
粗叶泥炭藓的植物体较粗壮，呈黄绿或黄棕色；枝叶长大且叶尖强烈背仰，一般均具有孢蒴。